# Karosa LC 956
Karosa LC 956 — высокопольный междугородный автобус, производившийся в городе Високе-Мито компанией Karosa в 2002—2006 годах (с 2003 года — модификация LC956E). Пришёл на смену автобусу Karosa LC936.

## Конструкция
Автобус Karosa LC 956 унифицирован с автобусами Karosa C934 и Karosa B961. Кузов автобуса полусамонесущий, рамный. Двигатель расположен сзади.
Задняя ось автобуса — Meritor, передняя ось — RI. Внизу присутствуют багажники объёмом 7 м3. Вход производится через две одностворчатые наружные двери справа. В передней двери присутствует откидное сидение.
Автобус оборудован системой кондиционирования, по желанию водителя в салоне могут присутствовать холодильник или кофеварка. Впереди установлены фары, которые также ставили на автомобили BMW образца 1988 года.

## Производство
Автобусы Karosa LC 956 выпускались в период с 2001 по 2006 год. В 2003 году была произведена частичная модернизация, и автобусы получили индекс LC 956E.